# Sumurlaban (Tirtajaya)
Sumurlaban is een bestuurslaag in het regentschap Karawang van de provincie West-Java, Indonesië. Sumurlaban telt 3519 inwoners (volkstelling 2010).